# Esteve d'Alexandria
Esteve d'Alexandria (en llatí Stephanus, en grec Στέφανος) fou un alquimista grec d'Alexandria, que va escriure un tractat d'alquímia. L'escriptor era un home religiós que utilitza nombroses citacions del Nou Testament. També fa referència als Llibres sibil·lins i cita sis versos enigmàtics d'un oracle, de difícil interpretació. Alguns autors creuen que aquest Esteve podria ser el mateix que l'Esteve comentarista de les obres d'Hipòcrates i Galè, però segurament eren persones diferents.
Va viure vers la primera part del segle vii, ja que el seu treball és dirigit a l'emperador Heracli (610-641). L'obra estava formada per nou lectures (πράχεις) la primera de les quals es titulava  Στεφάνου Ἀλεχανδρέως οἰκουμενικοῦ φιλοσόφου καὶ διδασκάλου τῆς μεζάλης καὶ ἱερᾶς τέχνης περὶ Χρυσοποιἷας πρᾶχις σὺν Θεῷ πρώτη. El títol de l'obra podria ser  Περὶ Χρυσοποιἷας, De Chrysopoeia, que també podria ser només el títol d'una secció.